# Ordine monomiale
In matematica, un ordine monomiale è un ordine totale definito sull'insieme di tutti i monomi (considerando come lo stesso elemento due monomi che differiscono solo per il coefficiente) che soddisfi le proprietà seguenti:
1. Se {\displaystyle u<v} e {\displaystyle w} è un qualsiasi altro monomio, allora {\displaystyle uw<vw}.  In altre parole, l'ordine rispetta la moltiplicazione.
2. L'ordine è un buon ordine

Un esempio di ordine monomiale è l'ordine lessicografico. Un altro esempio è l'ordinamento che dispone i monomi per grado totale, quindi ordina secondo l'ordine lessicografico i monomi di grado uguale (noto anche come ordinamento sul grado totale o ordine lessicografico graduato).
Più in generale, si possono accettare ordinamenti che non soddisfano la condizione 2. Gli ordini che la soddisfano sono detti ordini globali. Essere un ordine globale è equivalente, per anelli polinomiali in un numero finito di variabili, alla proprietà che tutte le variabili {\displaystyle x_{i}} sono maggiori di 1.
Gli ordini che soddisfano la proprietà opposta, ovvero per cui tutte le variabili {\displaystyle x_{i}} sono minori di 1, sono detti ordini locali. Ordini che non sono né globali né locali sono detti ordini misti.